# Tetiana Szczypakina
Tetiana Szczypakina (ukr. Тетяна Щипакіна; ur. 17 listopada 1985 w Kijowie) – ukraińska koszykarka, występująca na pozycji niskiej skrzydłowej, posiadająca także rosyjskie obywatelstwo, reprezentantka kraju.

## Osiągnięcia
Na podstawie, o ile nie zaznaczono inaczej.

### Drużynowe
- Mistrzyni Białorusi (2013)[2]
- Wicemistrzyni Litwy (2009)
- Finalistka Pucharu Białorusi (2013)[2]
- Uczestniczka międzynarodowych rozgrywek Eurocup (2005–2010, 2012–2014)

### Reprezentacja

#### Seniorek
- Uczestniczka:
  - mistrzostw Europy (2009 – 13. miejsce)[3]
  - kwalifikacji do Eurobasketu (2009, 2013)

#### Młodzieżowe
- Uczestniczka:
  - mistrzostw Europy U–20 (2004 – 5. miejsce, 2005 – 7. miejsce)[4][5]
  - kwalifikacji do mistrzostw Europy U–20 (2004)